# Lamtar
Lamtar (arab. لمطار; fr. Lamtar)  – jedna z 52 gmin w prowincji Sidi Bu-l-Abbas, w Algierii, znajdująca się w środkowej części prowincji, około 20 km na południowy zachód od Sidi Bu-l-Abbas. W 2008 roku gminę zamieszkiwało 7530 osób. Numer statystyczny gminy w Office National des Statistiques d'Algérie to 2234.